# Trofeo Laigueglia
Trofeo Laigueglia er et italiensk endagsløb i landevejscykling som arrangeres hvert år i februar. Løbet er blevet arrangeret siden 1964. Løbet er af UCI klassificeret med 1.Pro og er en del af UCI ProSeries.

## Vindere
| År   | Vinder                   | Toer                     | Treer                |
| ---- | ------------------------ | ------------------------ | -------------------- |
| 1964 | Guido Neri               | Antonio Bailetti         | Vincenzo Meco        |
| 1965 | Marino Vigna             | Luciano Galbo            | Vito Taccone         |
| 1966 | Antonio Bailetti         | Flaviano Vicentini       | Graziano Battistini  |
| 1967 | Franco Bitossi           | Luciano Armani           | Jan Janssen          |
| 1968 | Michele Dancelli         | Luciano Armani           | Leo Duyndam          |
| 1969 | Claudio Michelotto       | Eddy Merckx              | Franco Bitossi       |
| 1970 | Michele Dancelli         | Cyrille Guimard          | Emilio Casalini      |
| 1971 | Italo Zilioli            | Mauro Simonetti          | Wladimiro Panizza    |
| 1972 | Wilmo Francioni          | Eddy Merckx              | Roger De Vlaeminck   |
| 1973 | Eddy Merckx              | Roger De Vlaeminck       | Leif Mortensen       |
| 1974 | Eddy Merckx              | Enrico Paolini           | Felice Gimondi       |
| 1975 | Gianbattista Baronchelli | Christian De Buysschere  | Roger De Vlaeminck   |
| 1976 | Franco Bitossi           | Gianbattista Baronchelli | Joseph Borguet       |
| 1977 | Freddy Maertens          | Giuseppe Saronni         | Bernt Johansson      |
| 1978 | Knut Knudsen             | Dino Porrini             | Francesco Moser      |
| 1979 | Pierino Gavazzi          | Giuseppe Saronni         | Francesco Moser      |
| 1980 | Roger De Vlaeminck       | Giuseppe Martinelli      | Francesco Moser      |
| 1981 | Giuseppe Saronni         | Pierino Gavazzi          | Roger De Vlaeminck   |
| 1982 | Theo de Rooij            | Mario Noris              | Wladimiro Panizza    |
| 1983 | Claudio Torelli          | Gregor Braun             | Willy Vigouroux      |
| 1984 | Giuseppe Petito          | Johan van der Velde      | Claudio Torelli      |
| 1985 | Ron Kiefel               | Vittorio Algeri          | Gilbert Glaus        |
| 1986 | Mauro Longo              | Giuseppe Calcaterra      | Roberto Pagnin       |
| 1987 | Gilbert Glaus            | Valerio Piva             | Pierino Gavazzi      |
| 1988 | Paolo Cimini             | Stefano Allocchio        | Alessio Di Basco     |
| 1989 | Pierino Gavazzi          | Marco Vitali             | Silvio Martinello    |
| 1990 | Rolf Sørensen            | Giovanni Fidanza         | Bruno Leali          |
| 1991 | Pascal Richard           | Giuseppe Petito          | Gérard Rué           |
| 1992 | Sammie Moreels           | Andrea Ferrigato         | Frédéric Moncassin   |
| 1993 | Lance Armstrong          | Stefano Della Santa      | Leonardo Sierra      |
| 1994 | Rolf Sørensen            | Andrea Chiurato          | Jevgenij Bersin      |
| 1995 | Johan Museeuw            | Stefano Zanini           | Fabio Baldato        |
| 1996 | Frank Vandenbroucke      | Rodolfo Massi            | Michele Coppolillo   |
| 1997 | Michele Bartoli          | Francesco Frattini       | Francesco Casagrande |
| 1998 | Pascal Chanteur          | Eddy Mazzoleni           | Paolo Bettini        |
| 1999 | Paolo Savoldelli         | Andrea Ferrigato         | Davide Rebellin      |
| 2000 | Daniele Nardello         | Giuseppe Petito          | Andrej Kiviljov      |
| 2001 | Mirko Celestino          | Daniele Nardello         | Davide Rebellin      |
| 2002 | Danilo Di Luca           | Eddy Mazzoleni           | Serge Baguet         |
| 2003 | Filippo Pozzato          | Fabio Sacchi             | Fabio Baldato        |
| 2004 | Filippo Pozzato          | Lorenzo Bernucci         | Romāns Vainšteins    |
| 2005 | Kim Kirchen              | Franco Pellizotti        | Paolo Tiralongo      |
| 2006 | Alessandro Ballan        | Steve Cummings           | Rinaldo Nocentini    |
| 2007 | Mikhail Ignatjev         | Mirco Lorenzetto         | Filippo Pozzato      |
| 2008 | Luca Paolini             | Daniele Pietropolli      | Maximiliano Richeze  |
| 2009 | Francesco Ginanni        | Filippo Pozzato          | Enrico Rossi         |
| 2010 | Francesco Ginanni        | Francesco Gavazzi        | Daniele Pietropolli  |
| 2011 | Daniele Pietropolli      | Simone Ponzi             | Ángel Vicioso        |
| 2012 | Moreno Moser             | Miguel Ángel Rubiano     | Matteo Montaguti     |
| 2013 | Filippo Pozzato          | Francesco Reda           | Mauro Santambrogio   |
| 2014 | José Serpa               | Patrik Sinkewitz         | Andrea Pasqualon     |
| 2015 | Davide Cimolai           | Francesco Gavazzi        | Aleksej Tsatevitj    |
| 2016 | Andrea Fedi              | Sonny Colbrelli          | Grega Bole           |
| 2017 | Fabio Felline            | Romain Hardy             | Mauro Finetto        |
| 2018 | Moreno Moser             | Paolo Totò               | Matteo Busato        |
| 2019 | Simone Velasco           | Nicola Bagioli           | Matteo Sobrero       |
| 2020 | Giulio Ciccone           | Biniam Girmay            | Diego Rosa           |
| 2021 | Bauke Mollema            | Egan Bernal              | Mauri Vansevenant    |
| 2022 | Jan Polanc               | Juan Ayuso               | Alessandro Covi      |
| 2023 | Nans Peters              | Andrea Vendrame          | Alessandro Covi      |
| 2024 | Lenny Martinez           | Andrea Vendrame          | Juan Ayuso           |
| 2025 | Juan Ayuso               | Cristian Scaroni         | Michael Storer       |